# Bouse Hutton
John Bower "Bouse" Hutton, född 24 oktober 1877 i Ottawa, död 27 oktober 1962, var en kanadensisk ishockeymålvakt. Bouse Hutton spelade i Ottawa Hockey Club i Canadian Amateur Hockey League, CAHL, åren 1899–1904, samt med Ottawa Senators i Federal Amateur Hockey League, FAHL, säsongen 1909.
Utöver ishockeyspelandet var Hutton även aktiv inom lacrosse med Capital Capitals samt inom kanadensisk fotboll med Ottawa Rough Riders. Han vann Stanley Cup med Ottawa Hockey Club, även kallad Ottawa Silver Seven, 1903 och 1904.
Bouse Hutton valdes in i Hockey Hall of Fame 1963.

## Statistik
M = Matcher, V = Vinster, F = Förluster, O = Oavgjorda, N = Hållna nollor, GIM = Genomsnitt insläppta mål per match
CAHL = Canadian Amateur Hockey League, FAHL = Federal Amateur Hockey League

### Grundserie
| Säsong      | Lag                | Liga        | M  | V  | F | O | N | GIM  |
| ----------- | ------------------ | ----------- | -- | -- | - | - | - | ---- |
| 1899        | Ottawa Hockey Club | CAHL        | 2  | —  | — | — | 0 | 5.50 |
| 1900        | Ottawa Hockey Club | CAHL        | 7  | 4  | 3 | 0 | 0 | 2.70 |
| 1901        | Ottawa Hockey Club | CAHL        | 8  | 7  | 0 | 1 | 0 | 2.50 |
| 1902        | Ottawa Hockey Club | CAHL        | 8  | 5  | 3 | 0 | 2 | 1.70 |
| 1903        | Ottawa Hockey Club | CAHL        | 8  | 6  | 2 | 0 | 0 | 3.80 |
| 1904        | Ottawa Hockey Club | CAHL        | 4  | 4  | 0 | 0 | 0 | 3.82 |
| 1909        | Ottawa Senators    | FAHL        | 5  | 3  | 2 | 0 | 1 | 5.20 |
| CAHL totalt | CAHL totalt        | CAHL totalt | 37 | 26 | 8 | 1 | 2 | 2.86 |

### Slutspel
| Säsong             | Lag                | Liga               | M  | V | F | O | N | GIM  |
| ------------------ | ------------------ | ------------------ | -- | - | - | - | - | ---- |
| 1903               | Ottawa Hockey Club | CAHL               | 2  | 1 | 0 | 1 | 1 | 0.50 |
| 1903               | Ottawa Hockey Club | Stanley Cup        | 2  | 2 | 0 | 0 | 0 | 2.00 |
| 1904               | Ottawa Hockey Club | Stanley Cup        | 8  | 6 | 1 | 1 | 1 | 2.90 |
| Stanley Cup totalt | Stanley Cup totalt | Stanley Cup totalt | 10 | 8 | 1 | 1 | 1 | 2.70 |

## Meriter
- Stanley Cup – 1903 och 1904